# Ascocentrum insularum
Ascocentrum insularum är en orkidéart som beskrevs av Eric Alston Christenson. Ascocentrum insularum ingår i släktet Ascocentrum och familjen orkidéer. Inga underarter finns listade i Catalogue of Life.